# Ragnar Frisch
Ragnar Anton Kittil Frisch (n. 3 martie 1895, Christiania, Suedia-Norvegia – d. 31 ianuarie 1973, Oslo, Norvegia) a fost un economist norvegian, laureat al Premiului Nobel pentru economie (1969).